# Regionen in Mali
Mali ist unterteilt in zehn Regionen sowie einen Hauptstadtdistrikt (Bamako). Die Regionen, die jeweils nach ihrem Hauptort benannt sind, sind wiederum unterteilt in 56 Cercles (Kreise). Die Cercles und der Hauptstadtdistrikt sind in 703 Kommunen unterteilt, davon 19 städtische und 684 ländliche Kommunen.
Die Regionen sind:
- Gao
- Kayes
- Kidal
- Koulikoro
- Ménaka
- Mopti
- Ségou
- Sikasso
- Taoudénit
- Timbuktu
- Hauptstadtdistrikt Bamako